# الفم الكبير (مسلسل)
الفم الكبير (بالكورية: 빅 마우스)؛ هو مسلسل تلفزيوني كوري جنوبي من بطولة إي جونغ سوك وإم يونا، عرض على قناة إم بي سي من 29 يوليو إلى 17 سبتمبر 2022، تم بثه كل يومي الجمعة والسبت. وهو أيضًا متاح على ديزني+ في مناطق مختارة.

## القصة
تروي قصة محامٍ ضعيف الأداء يتم القبض عليه في قضية قتل. من أجل البقاء على قيد الحياة وحماية عائلته، يقوم بالحفر في مكيدة ضخمة بين الطبقات العليا المتميزة.

## طاقم

### رئيسي
- لي جونغ سوك في دور بارك تشانغ هو[16]

محامٍ من الدرجة الثالثة بنسبة نجاح تصل إلى 10٪ ويطلق عليه لقب «الفم الكبير» نظرًا لانه ثرثار. تصبح حياته فجأة في خطر عندما يظن به خطأ أنه محتال عبقري يعرف باسم «الفأر الكبير».
- إيم يونا في دور جو مي-هو[17][18]

زوجة تشانغ هوه، وهي ممرضة وشخصية جريئة بالإضافة إلى جمالها الرائع.
- كيم غوو-وون في دور تشوي دو-ها

عمدة غوتشيون الطموح ، الذي هدفه في الحياة أن يصبح الرئيس الأكثر تبجيلاً..

### دور داعم
- أوك جا يون في دور هيون جو-هي: زوجة تشوي دو-ها وهي مديرة مستشفى غوتشيون.[19]
- كواك دونغ ايون في دور جيري: محتال مع ثلاث إدانات سابقة يحترم المحتال العبقري «الفأر الكبير»..[19]
- كيم جيونج هيون في دور جونغ تشاي بونغ: مدير أكاديمية تشيل بونج[20]
- أوه ريونج في دور لي دو جيون: المستشار القانوني لمنتدى ان را[20]
- يانغ كيونغ-وون في دور جونغ جي-هون: رئيس تكتل الإعلامي غوكدونغ ديلي ورئيس منتدى NR.[19]
- اوه ايوي-شيك في دور كيم سون-تاي: محام هو أفضل صديق ومساعد لتشانغ هو.[21]
- لي يو جون في دور هان جاي هو: جراح.[22]
- يون سيوك-هيون في دور دور تشا سيونغ تاي: العضو المنتدب لمجموعة OC.[20]
- جانغ هيوك جين في دور تشوي جونغ راك: المدعي العام في مكتب الادعاء العام في غوتشيون[20]

## المشاهدات
| الموسم | الموسم | رقم الحلقة | رقم الحلقة | رقم الحلقة | رقم الحلقة | رقم الحلقة | رقم الحلقة | رقم الحلقة | رقم الحلقة | رقم الحلقة | رقم الحلقة | رقم الحلقة | رقم الحلقة | رقم الحلقة | رقم الحلقة | رقم الحلقة | رقم الحلقة | المتوسط |
| الموسم | الموسم | 1          | 2          | 3          | 4          | 5          | 6          | 7          | 8          | 9          | 10         | 11         | 12         | 13         | 14         | 15         | 16         | المتوسط |
| ------ | ------ | ---------- | ---------- | ---------- | ---------- | ---------- | ---------- | ---------- | ---------- | ---------- | ---------- | ---------- | ---------- | ---------- | ---------- | ---------- | ---------- | ------- |
|        | 1      | 1.124      | 1.129      | 1.431      | 1.685      | 1.732      | 1.951      | 1.977      | 1.888      | 2.008      | 1.771      | 2.054      | 2.228      | 1.534      | 1.960      | 2.145      | 2.527      | 1.822   |

وفقا لنيلسن كوريا، فقد حققت الحلقة الاخيرة من المسلسل متوسط تقييم 13.7% مع الذروة 16.9% ، بحوالي أكثر من 2.5 مليون مشاهدة، ليصبح أحد انجح الأعمال الدرامية في كوريا الجنوبية لهذا العام.
| الحلقات | تاريخ البث     | تقييمات "نيلسن كوريا" | تقييمات "نيلسن كوريا" |
| الحلقات | تاريخ البث     | على الصعيد الوطني     | منطقة العاصمة         |
| ------- | -------------- | --------------------- | --------------------- |
| 1       | 29 يوليو 2022  | 6.2%                  | 6.3%                  |
| 2       | 30 يوليو 2022  | 6.1%                  | 6.4%                  |
| 3       | 5 أغسطس 2022   | 7.6%                  | 8.1%                  |
| 4       | 6 أغسطس 2022   | 8.6%                  | 8.7%                  |
| 5       | 12 أغسطس 2022  | 9.8%                  | 10.0%                 |
| 6       | 13 أغسطس 2022  | 10.8%                 | 10.8%                 |
| 7       | 19 اغسطس 2022  | 11.2%                 | 11.4%                 |
| 8       | 20 أغسطس 2022  | 10.4%                 | 10.3%                 |
| 9       | 26 أغسطس 2022  | 11.5%                 | 11.7%                 |
| 10      | 27 أغسطس 2022  | 10.0%                 | 10.2%                 |
| 11      | 2 سبتمبر 2022  | 11.4%                 | 11.4%                 |
| 12      | 3 سبتمبر 2022  | 12.0%                 | 12.0%                 |
| 13      | 9 سبتمبر 2022  | 8.3%                  | 8.3%                  |
| 14      | 10 سبتمبر 2022 | 10.6%                 | 10.3%                 |
| 15      | 16 سبتمبر 2022 | 12.3%                 | 12.4%                 |
| 16      | 17 سبتمبر 2022 | 13.7%                 | 13.9%                 |
| المعدل  |                |                       |                       |

## الإنتاج

### صناعة
- منشى العمل : جانغ يونغ تشول، جونغ كيونغ سون[26]
- فريق الإنتاج : ا ستوري & آ-مان بروجكت ، استوديو دراغون.[6]
- الميزانية : تم تصوير المسلسل بميزانية تبلغ حوالي 30 مليار وون (حوالي 23 مليون دولار أمريكي).[27] وفقًا لـ KOSDAQ ، وقعت  ا ستوري عقدًا لبيع حقوق البث محليا مع MBC مقابل 58.86 مليار وون.[محل شك][28] وفي الوقت نفسه، حصلت ديزني+ على حقوق التوزيع الخارجية لأكثر من 18 مليار وون، أي حوالي 60٪ من تكاليف الإنتاج.[29]

المسلسل من أخراج أوه تشونغ هوان (مخرج SBS السابق )، الذي عمل على العديد من الأعمال منها الأطباء (2016)، عندما كنت نائما (2017)، وخارج SBS ، منها فندق ديل لونا (2019)، شركة ناشئة (2020). وسيناريو من قبل ها-ريم وهو أول مشروع لها.

### التصوير
يذكر أنه كان من المقرر أن يبدأ التصوير في النصف الثاني من عام 2021.

### الإصدار
في الاصل من المقرر عرض المسلسل في على قناة تي في ان. ولكن نظراً لجدول القناة المزدحم قرر بيع حقوق المسلسل لقناة إم بي سي. ذكرت ام بي سي ان المسلسل قيد المناقشة لبثه يومي السبت والأحد في النصف الثاني. في 26 أبريل 2022 ، تم تأكيد عرض المسلسل على ام بي سي في شهر يوليو، وسيتم بثه يومي الجمعة والسبت بعد مسلسل الدكتور المحامي.

## روابط خارجية
- الموقع الرسمي
 باللغة الكورية
- الفم الكبير على ديزني+
- الفم الكبير على موقع IMDb (الإنجليزية)
- الفم الكبير على موقع ليتربوكسد (الإنجليزية)
- الفم الكبير على موقع قاعدة بيانات الفيلم (الإنجليزية)
- الفم الكبير على هانسينما